# Brasserie d'Ébly
Brasserie d'Ébly is een Belgische bierfirma gevestigd in het Ardense dorpje Ébly. 
Eigenaar Gaetan Patin laat hoge gistingsbieren brouwen bij Brasserie des Légendes. De bieren worden verdeeld in flesjes van 33 cl, in houten bak per 24 flesjes, alsook in vaten van 30 l. De Brasserie d'Ébly voorziet naast een klassiek ballonglas ook een hoornvormig glas, dat rust op een houten constructie, om de bieren uit te drinken. 

## Bieren
- La Corne du Bois des Pendus Blonde, blond, 5,9%
- La Corne du Bois des Pendus Triple, amber, 10%
- La Corne du Bois des Pendus Black, 8%